# Погореловка (Курская область)
Погореловка — деревня в Льговском районе Курской области России. Входит в состав Городенского сельсовета.

## География
Деревня находится а западе центральной части Курской области, в пределах южной части Среднерусской возвышенности, в лесостепной зоне, на правом берегу реки Сейм, на расстоянии примерно 12 километров (по прямой) к востоку от города Льгова, административного центра района. Абсолютная высота — 148 метров над уровнем моря.

### Климат
Климат характеризуется как умеренно континентальный, с тёплым летом и умеренно холодной зимой. Среднегодовая температура воздуха — 5,7 °С. Средняя температура воздуха самого тёплого месяца (июля) — 19,4 °C (абсолютный максимум — 32 °С); самого холодного (января) — −8,1 °C (абсолютный минимум — −26 °С). Безморозный период длится около 150 дней в году. Среднегодовое количество атмосферных осадков составляет 563 мм, из которых 391 мм выпадает в период с апреля по октябрь.
| Показатель                                                                      | Янв. | Фев. | Март | Апр. | Май  | Июнь | Июль | Авг. | Сен. | Окт. | Нояб. | Дек. | Год  |
| ------------------------------------------------------------------------------- | ---- | ---- | ---- | ---- | ---- | ---- | ---- | ---- | ---- | ---- | ----- | ---- | ---- |
| Средний суточный максимум, °C                                                   | −3,9 | −2,9 | 3,1  | 13,2 | 19,5 | 22,8 | 25,3 | 24,7 | 18,3 | 10,7 | 3,6   | −1   | 11,1 |
| Средняя температура, °C                                                         | −6   | −5,4 | −0,6 | 8,4  | 14,9 | 18,5 | 21   | 20,1 | 14,1 | 7,4  | 1,3   | −3   | 7,6  |
| Средний суточный минимум, °C                                                    | −8,4 | −8,6 | −4,7 | 2,9  | 9,2  | 13,1 | 15,9 | 15   | 9,8  | 4,1  | −1    | −5,2 | 3,5  |
| Норма осадков, мм                                                               | 51   | 45   | 48   | 51   | 63   | 71   | 76   | 55   | 58   | 58   | 48    | 49   | 673  |
| Источник: Погода по месяцам c ru.climate-data.org(дата обращения: Октябрь 2021) |      |      |      |      |      |      |      |      |      |      |       |      |      |

### Часовой пояс
Деревня Погореловка, как и вся Курская область, находится в часовой зоне МСК (московское время). Смещение применяемого времени относительно UTC составляет +3:00.

## Население
| 2002 | 2010 |
| ---- | ---- |
| 198  | ↘127 |

### Половой состав
По данным Всероссийской переписи населения 2010 года в половой структуре населения мужчины составляли 43,3 %, женщины — соответственно 56,7 %.

### Национальный состав
Согласно результатам переписи 2002 года, в национальной структуре населения русские составляли 92 %.